# Neusticemys
Neusticemys is een geslacht van uitgestorven thalassochelydische zeeschildpadden. De typesoort is Eurysternum neuquinum. Het is bekend uit de onderste Vaca Muerta uit het Laat-Jura (Tithonien) van Patagonië, Argentinië. 

## Naamgeving
Neusticemys werd in 1988 oorspronkelijk door Fernandez en de la Fuente benoemd als een nieuwe soort van Eurysternum: Eurysternum? neuquinum. De soortaanduiding verwijst naar de herkomst uit de provincie Neuquén. Het vraagteken geeft al aan dat de naamgevers twijfelden over de juistheid van de plaatsing. In 1993 benoemden ze, na vergelijking met materiaal uit Duitsland, met name specimen BSPG 1952 I 113, een apart geslacht Neusticemys. De geslachtsnaam is afgeleid van het Grieks νευστικός, 'hellend, aflopend', en emys, 'zoetwaterschildpad'. De combinatio nova is Neusticemys neuquina.
Bij Cerro Lotena waren in de Vaca Muerta-formatie die dateert uit het vroege Tithonien drie schilden gevonden met wat delen van het bekken of de achterpoten. Een daarvan, MLP86-III-30-2, werd het holotype. MLP86-III-30-1 en MOZ-PV1106 werden aangewezen als paratypen.
In 2016 werd een schedel gemeld, specimen MHNSR-Pv-1195.

## Beschrijving
Neusticemys is een vrij grote soort. De schilden zijn tot een halve meter lang.
Neusticemys onderscheidt zich van mogelijke verwanten door een verlaagde rand van het voorste buitenste schild, grote openingen langs de schildranden, een matig ontwikkelde kiel op het achterste derde deel van het schild, grote buitenste en centrale openingen in het buikschild, schild en buikschild die verbonden worden door een bindweefselkapsel, verlengde voorpoten en achterpoten, een verlengde vijfde teen en een lange staart.

## Fylogenie
De verwantschappen van Neusticemys zijn onzeker. Zij wordt wel in de Thalassemydidae geplaatst en zou dan de enige thalassemydide zijn die buiten Europa gevonden is. Het geslacht kan nauw verwant zijn aan Solnhofia, Jurassichelon en Santanachelys.